# Imola 6-timmars

Autodromo Enzo e Dino Ferrari

Imola 6-timmars är en långdistanstävling för sportvagnar som körs på Autodromo Enzo e Dino Ferrari i italienska Imola.

## Historia
Mellan 1954 och 1984 hölls sportvagnstävlingar på Imola-banan med olika status. Loppet ingick under åren i sportvagns-VM, i sportvagns-EM för tvålitersvagnar och i det nationella italienska mästerskapet.
2011 återkom loppet som en deltävling i Le Mans Series.

## Vinnare
| År        | Förare                                                | Bil                        | Distans        | Mästerskap                                     |                |
| --------- | ----------------------------------------------------- | -------------------------- | -------------- | ---------------------------------------------- | -------------- |
| 1954      | Umberto Maglioli                                      | Ferrari 500 Mondial        | 250 km         |                                                |                |
| 1955      | Cesare Perdisa                                        | Maserati A6GCS             | 250 km         |                                                |                |
| 1956      | Eugenio Castellotti                                   | Osca MT4 1500              | 250 km         |                                                |                |
| 1957-1963 | Inga tävlingar                                        | Inga tävlingar             | Inga tävlingar | Inga tävlingar                                 | Inga tävlingar |
| 1964      | Franco Patria                                         | Abarth-Simca 2000          | 60 km          |                                                |                |
| 1965      | Herbert Demetz                                        | Abarth-Simca 1300 Bialbero | 3 timmar       | Sportvagns-VM                                  |                |
| 1966-1967 | Inga tävlingar                                        | Inga tävlingar             | Inga tävlingar | Inga tävlingar                                 | Inga tävlingar |
| 1968      | Nino Vaccarella Teodoro Zeccoli                       | Alfa Romeo Tipo 33/2       | 500 km         |                                                |                |
| 1969      | Jacky Ickx                                            | Mirage M3/300-Ford         | 500 km         | Campionato Italiano Sport                      |                |
| 1970      | Brian Redman                                          | Porsche 917K               | 500 km         | Campionato Italiano Sport                      |                |
| 1971      | Helmut Marko                                          | Lola T212-Ford             | 1,5 timmar     | Sportvagns-EM Campionato Italiano Sport        |                |
| 1972      | Arturo Merzario                                       | Ferrari 312PB              | 500 km         | Campionato Italiano Sport                      |                |
| 1973      | Chris Craft                                           | Lola T292-Ford             | 500 km         | Sportvagns-EM                                  |                |
| 1974      | Gérard Larrousse Henri Pescarolo                      | Matra-Simca MS670          | 1000 km        | Sportvagns-VM Campionato Italiano Sport        |                |
| 1975      | Ingen tävling                                         | Ingen tävling              | Ingen tävling  | Ingen tävling                                  | Ingen tävling  |
| 1976      | Jochen Mass Jacky Ickx                                | Porsche 936                | 500 km         | Sportvagns-VM (WSC) Campionato Italiano Sport  |                |
| 1977      | Vittorio Brambilla                                    | Alfa Romeo T33/SC/12       | 250 km         | Sportvagns-VM (WSC) Campionato Italiano Sport  |                |
| 1978-1982 | Inga tävlingar                                        | Inga tävlingar             | Inga tävlingar | Inga tävlingar                                 | Inga tävlingar |
| 1983      | Teo Fabi Hans Heyer                                   | Lancia LC2                 | 6 timmar       | Sportvagns-EM                                  |                |
| 1984      | Hans-Joachim Stuck Stefan Bellof                      | Porsche 956B               | 1000 km        | Sportvagns-VM Deutsche Rennsport Meisterschaft |                |
| 1985-2010 | Inga tävlingar                                        | Inga tävlingar             | Inga tävlingar | Inga tävlingar                                 | Inga tävlingar |
| 2011      | Anthony Davidson Sébastien Bourdais                   | Peugeot 908                | 6 timmar       | Le Mans Series Intercontinental Le Mans Cup    |                |
| 2012      | Ingen tävling                                         | Ingen tävling              | Ingen tävling  | Ingen tävling                                  | Ingen tävling  |
| 2013      | Pierre Thiriet Mathias Beche                          | Oreca 03-Nissan            | 3 timmar       | Le Mans Series                                 |                |
| 2014      | Simon Dolan Harry Tincknell Filipe Albuquerque        | Zytek Z11SN-Nissan         | 4 timmar       | Le Mans Series                                 |                |
| 2015      | Pierre Thiriet Ludovic Badey Tristan Gommendy         | Oreca 05-Nissan            | 4 timmar       | Le Mans Series                                 |                |
| 2016      | Pierre Thiriet Mathias Beche Ryō Hirakawa             | Oreca 05-Nissan            | 4 timmar       | Le Mans Series                                 |                |
| 2017-2021 | Inga tävlingar                                        | Inga tävlingar             | Inga tävlingar | Inga tävlingar                                 | Inga tävlingar |
| 2022      | Lorenzo Colombo Louis Delétraz Ferdinand von Habsburg | Oreca 07-Gibson            | 4 timmar       | Le Mans Series                                 |                |
| 2023      | Ingen tävling                                         | Ingen tävling              | Ingen tävling  | Ingen tävling                                  | Ingen tävling  |
| 2024      | Mike Conway Kamui Kobayashi Nyck de Vries             | Toyota GR010 Hybrid        | 6 timmar       | FIA World Endurance Championship               |                |
| 2025      | James Calado Antonio Giovinazzi Alessandro Pier Guidi | Ferrari 499P               | 6 timmar       | FIA World Endurance Championship               |                |